# Diceros
Diceros je rod nosorožců, který zahrnuje jediného žijícího zástupce – nosorožce dvourohého – a několik fosilních druhů. Nosorožec dvourohý je zároveň typovým druhem rodu. Jméno rodu pochází z řeckých slov dio („dva“) a keratos („roh“).
Sesterskou skupinu rodu představuje rod Ceratotherium, který zahrnuje druhého žijícího afrického nosorožce, a sice nosorožce tuponosého. Oba rody utváří tribus Diceroti (též Dicerotini). Podle genetických dat došlo k vydělení obou rodů v pozdním miocénu někdy mezi 7,3–5,3 miliony lety. To by souhlasilo i s fosilním záznamem, jelikož nejstarší fosilie nosorožce dvourohého pocházejí z přibližně stejné doby.
Pro zástupce rodu Diceros je charakteristická přítomnost dvou rohů, které se nicméně nachází i u zástupců rodu Ceratotherium. Oproti tomuto rodu však zástupci Diceros mají kratší lebku, zašpičatělý horní pysk, prohnutý hřbet tvořící vyduté „sedlo“ a jejich celková velikost je menší.
Do rodu Diceros se řadí tyto druhy s následují datací a rozšířením:
- Dicero bicornis (nosorožec dvourohý) – jediný žijící zástupce, rozšířen v jižní a východní Africe.
- †Diceros australis – nejstarší známý zástupce rodu je znám z fosilních fragmentů Namibie z raného micoénu z doby před 17–18 miliony lety. Zařazení druhu k Diceros či dokonce i tribu Diceroti bylo některými autory zpochybněno.[7]
- †Diceros praecox – pozdní miocén až pliocén, subsaharská Afrika.
- †Diceros douariensis – miocenní zástupce z Tuniska.
- †Diceros australis – střední miocén, Namibie.
- †Diceros gansuensis – jediný druh rodu z Asie. Fosilie z Číny pochází z pozdního miocénu.
- †Diceros primaevus – pozdní miocén, Alžírsko.

Dříve byl do Diceros ještě řazen miocenní zástupce Diceros neumayri z východní části středomořské oblasti, avšak moderní taxonomisté jej řadí buď do sesterského rodu a pojmenovávají tedy jako Ceratotheirum neumayri, nebo dokonce samostatného rodu Miodiceros.